# Oude Pyu-steden
De Oude Pyu-steden zijn een aantal stadstaten in het huidige Myanmar, in het gedeelte dat typisch als "Upper Burma" wordt aangeduid.
De stadstaten bestonden van de tweede eeuw voor Christus tot het midden van de 11e eeuw en werden gesticht door het Pyu volk, Tibeto-Birmaans sprekende volkeren tijdens hun zuidwaartse migratie. De Pyu zijn de oudste bewoners van Myanmar waarover geschreven bronnen bestaan. De stadstaten werden later opgenomen in Pagan.
Er waren vijf omwalde steden en meerdere kleinere plaatsen gelegen in drie goed geïrrigeerde gebieden, de vallei van de Mu, het plateau van Kyaukse en de Minbu regio, bij de samenvloeiing van de Irrawaddy en de Chindwin. De voornaamste steden waren Beikthano, Maingmaw, Binnaka, Halin en hun hoofdstad Sri Ksetra, het huidige Pyay.
De Pyu-steden werden in juni 2014 tijdens de 38e sessie van de Commissie voor het Werelderfgoed bevestigd in hun status van werelderfgoed cultuur en ingeschreven op de Werelderfgoedlijst van UNESCO als eerste inschrijving van Myanmar.